# Ręce do góry
Ręce do góry – polski film polityczny i autobiograficzny z 1967 roku w reżyserii Jerzego Skolimowskiego, zrealizowany na podstawie scenariusza, którego współtwórcą był Andrzej Kostenko. Tematem filmu jest spotkanie po latach absolwentów Akademii Medycznej, którzy nocą w wagonie towarowym wspominają mroczne czasy stalinizmu. Film przez czternaście lat nie był dopuszczany do rozpowszechniania ze względu na scenę nalepienia podwójnej pary oczu wizerunkowi Józefa Stalina na pierwszomajowym pochodzie. Prapremiera Rąk do góry odbyła się dopiero w 1981 roku (w wersji z dokręconym prologiem), a właściwa premiera – cztery lata później.

## Fabuła
Na balu absolwentów Akademii Medycznej spotyka się po latach kilkoro dawnych kolegów ze studiów, nazywających siebie od marek posiadanych samochodów: małżeństwo Alfa i Romeo, a także Opel Rekord, Wartburg i Zastawa. Kolejny lekarz z ich dawnej grupy wysyła jedynie list. Uznając, że ów lekarz potrzebuje pomocy, postanawiają do niego pojechać. Ze względu na to, że nocą żaden pociąg nie kursuje w stronę miejsca pobytu ich kolegi, postanawiają kontynuować zabawę, wsiadając do wagonu towarowego .
Beztroską zabawę absolwentów burzy ich wspomnienie dawnego aktu buntu w okresie stalinizmu. Podczas organizacji pochodu pierwszomajowego powiesili olbrzymi plakat z twarzą Józefa Stalina, do której dolepiono podwójną parę oczu. Przed sądem dokonali samokrytyki, a tylko jeden z nich – Zastawa – odmówił wyrażenia skruchy i został wydalony ze studiów .
Podczas zabawy absolwenci zauważają, że znajdują się w wagonie bydlęcym. Gdy atmosfera staje się coraz bardziej duszna, Opel wyrywa deskę z wagonu i wyskakuje na tory. Gdy drzwi się otwierają, okazuje się, że noc już dawno minęła, a bohaterowie nie ruszyli się z miejsca, gdyż wagon został po prostu przetoczony na inny tor. Absolwenci wsiadają do samochodów, które czekają na nich ustawione w szeregu przed wagonem .

## Obsada
- Jerzy Skolimowski – Andrzej Leszczyc / Zastawa
- Joanna Szczerbic – Alfa
- Tadeusz Łomnicki – Opel Rekord
- Adam Hanuszkiewicz – Romeo
- Bogumił Kobiela – Wartburg

## Odbiór
Ręce do góry otrzymały jesienią 1967 roku zakaz rozpowszechniania; pretekstem dla decyzji władz była scena nalepienia na pierwszomajowym wizerunku Stalina podwójnej pary oczu. Mimo że pierwotnie film miał zostać wysłany na Międzynarodowy Festiwal Filmowy w Wenecji, ostatecznie odebrano Skolimowskiemu paszport i nie dopuszczono filmu do obiegu festiwalowego. Skolimowski usiłował osobiście interweniować u wicemarszałka Sejmu Zenona Kliszki (najbliższego współpracownika Władysława Gomułki), składając ultimatum, że jeżeli Ręce do góry nie zostanie dopuszczony do kin, nie zrobi już w Polsce ani jednego filmu. Kliszko odpowiedział mu: „Szerokiej drogi”, w wyniku czego Skolimowski wyjechał z kraju.
Gdy na fali odprężenia politycznego Skolimowski odzyskał możliwość rozporządzania kopią filmu, 12 grudnia 1981 roku na Festiwalu Polskich Filmów Fabularnych wyświetlono jego nową wersję z dokręconym prologiem, w którym Skolimowski wspominał między innymi o swoich doświadczeniach z cenzurą i wycofaniu filmu z obiegu, a także o wojnie libańskiej. Jednakże premiera filmu zbiegła się z wprowadzeniem stanu wojennego w Polsce dzień później, wskutek czego film znów zdjęto z ekranów. W 1985 roku odbyła się właściwa premiera filmu w Polsce, jednak dokręcony prolog został usunięty.